# 拉贝热芒富瓦涅
拉贝热芒富瓦涅（法語：Labergement-Foigney，法語發音：[labɛʁʒəmɑ̃ fwaɲɛ]）是法国科多尔省的一个市镇，属于第戎区。

## 地理
拉贝热芒富瓦涅（47°15'26"N, 5°15'0"E）面积7.63 平方千米，位于法国勃艮第-弗朗什-孔泰大區科多尔省，该省份为法国中东部省份，北起奥布省，西接涅夫勒省和约讷省，南至索恩-卢瓦尔省，东南接汝拉省，东临上索恩省，东北部与上马恩省接壤。
与拉贝热芒富瓦涅接壤的市镇（或旧市镇、城区）包括：隆尚、贝尔堡、蒂耶河畔塞塞、尚贝尔、让利斯。

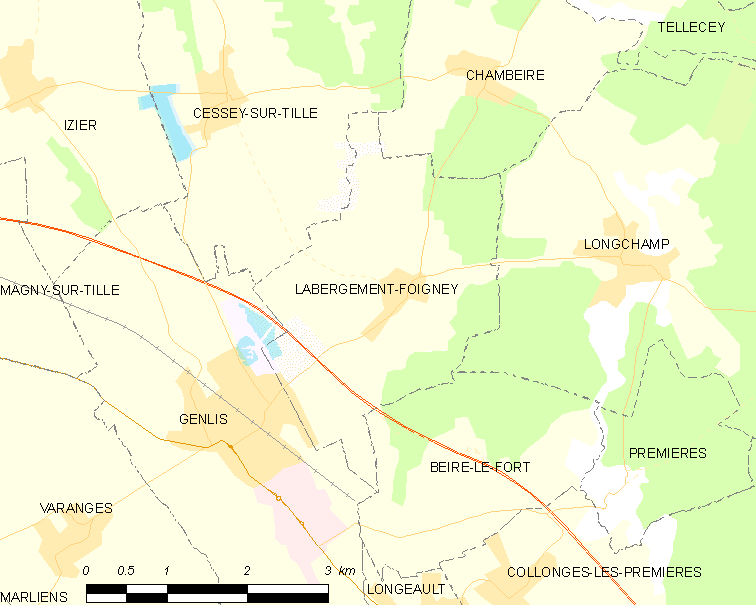
拉贝热芒富瓦涅的OSM定位图

拉贝热芒富瓦涅的时区为UTC+01:00、UTC+02:00（夏令时）。

## 行政
拉贝热芒富瓦涅的邮政编码为21110，INSEE市镇编码为21330。

## 政治
拉贝热芒富瓦涅所属的省级选区为让利斯县。

## 人口

1962-2008年间拉贝热芒富瓦涅人口变化图示

拉贝热芒富瓦涅于2022年1月1日时的人口数量为379人。